# Stenodynerus angustus
Stenodynerus angustus är en stekelart som först beskrevs av Henri Saussure 1863.  Stenodynerus angustus ingår i släktet smalgetingar, och familjen Eumenidae. Inga underarter finns listade i Catalogue of Life.